# Rue des Mûriers (Paris)
La rue des Mûriers est une voie du 20e arrondissement de Paris, en France.

## Situation et accès

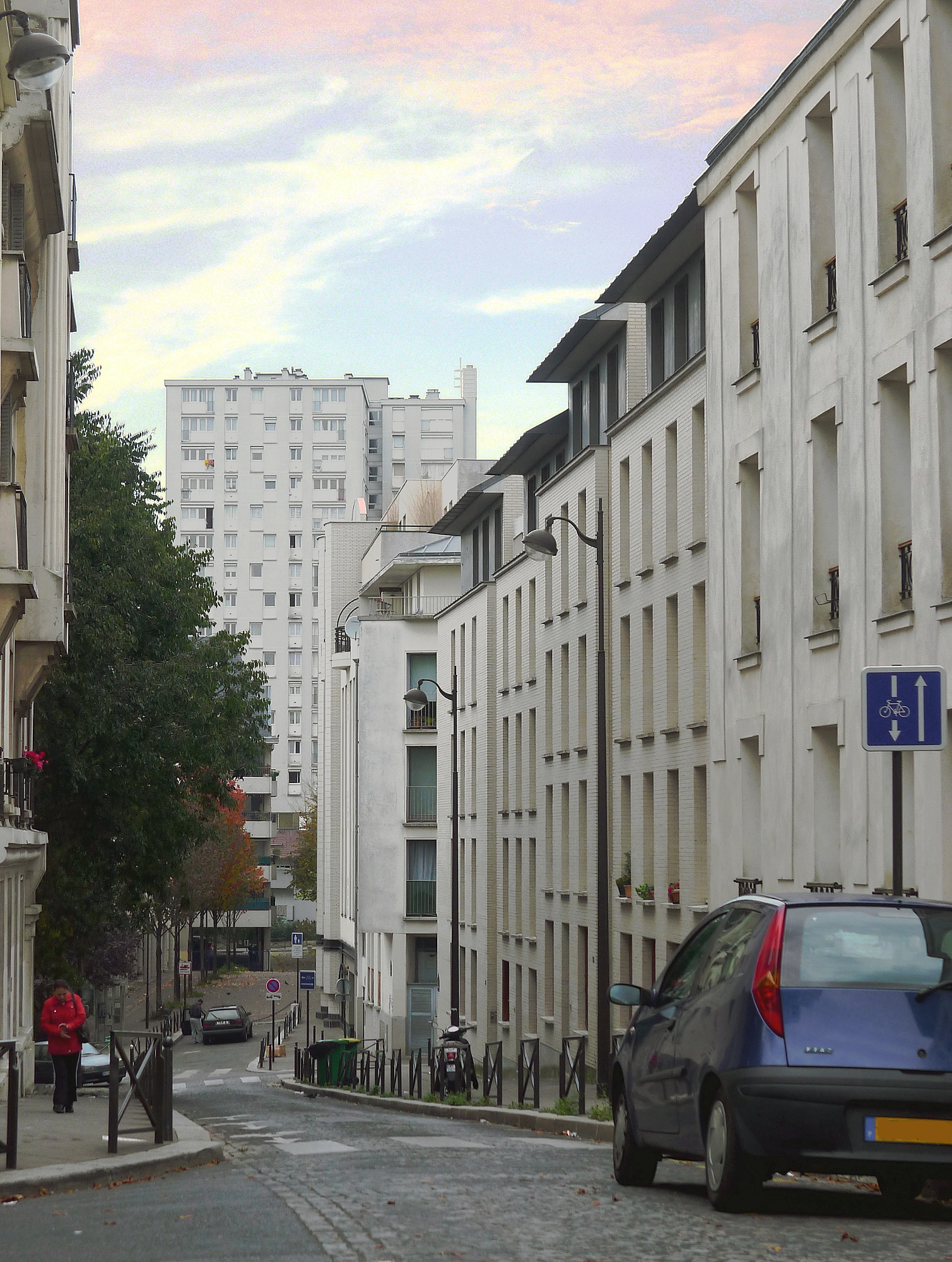
Descente vers la rue des Partants.

La rue des Mûriers est une voie publique située dans le 20e arrondissement de Paris. Elle débute au 27, avenue Gambetta et se termine au 14, rue des Partants.

## Origine du nom
Elle porte le nom d'un ancien quartier champêtre. 

## Historique
Initialement dénommée « rue Richer », elle prend sa dénomination actuelle par un arrêté du 1er février 1877.